# بومبيه
بومبيه أو بومبيا (القرن الأول قبل الميلاد) كانت الزوجة الثانية أو الثالثة ليوليوس قيصر.

## حياتها
كان والدا بومبيا هما: كوينتوس بومبيوس روفوس [الإنجليزية] (ابن القنصل السابق) وكورنيليا (ابنة الدكتاتور الروماني سولا).
تزوج قيصر من بومبيا عام 67 قبل الميلاد، بعد أن خدم كقسطور في هسبانيا، توفيت زوجته الأولى وإسمها كورنيليا أيضًا عام 69 قبل الميلاد.